# Renate (Schiff, 1952)
Die Renate ist ein Küstenmotorschiff, das 1951/52 auf der Stader Schiffswerft unter der Baunummer 160 gebaut wurde.

## Geschichte des Schiffs

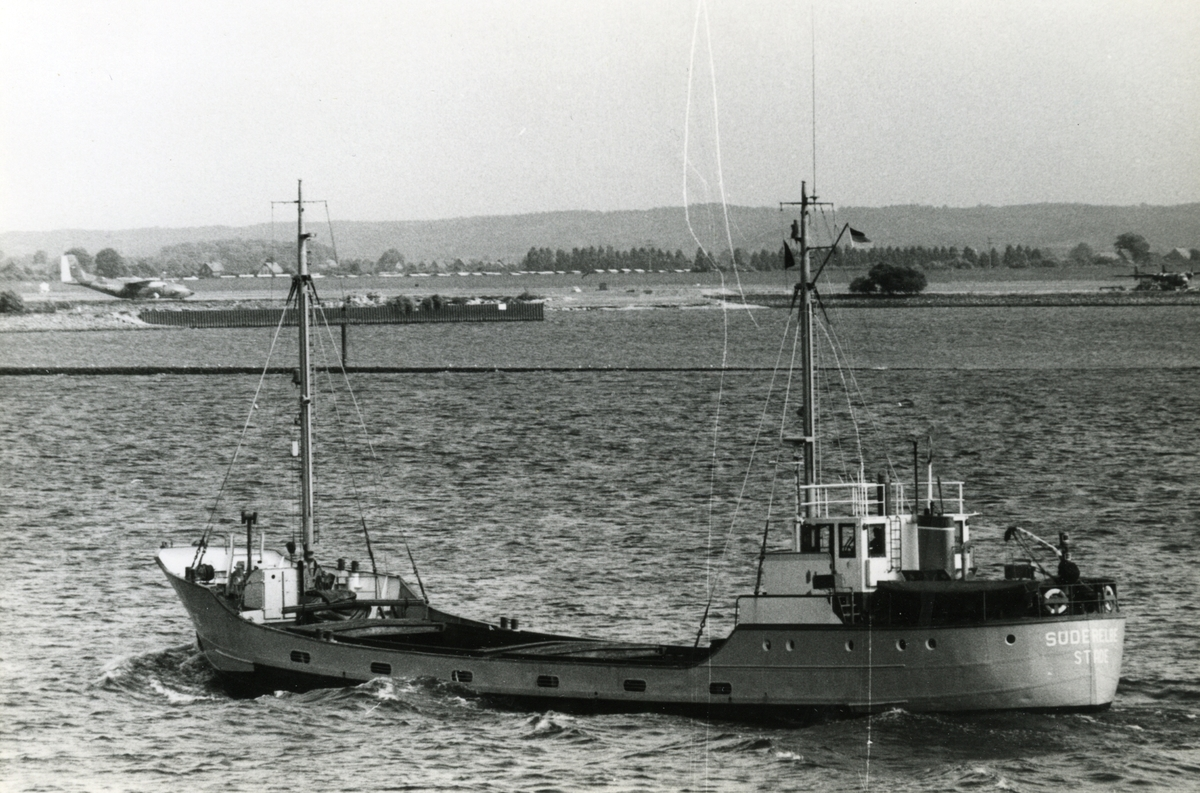
Die Süderelbe im Jahr 1971

Die Renate gehörte zur Gruppe der Weselmann-Kümos und wurde im Auftrag der Brüder Johannes und E. Kolster aus Basbeck gebaut. Im Jahr 1962 erwarb Ludwig Lührs das Schiff und 1965 ging es in den Besitz von Harold und Werner Rieper aus Stade über. Von 1962 bis Anfang 1989 trug es den Namen Süderelbe.
Am 17. Februar 1989 wurde die Süderelbe zum Preis von 100.000 DM an Heinz Osterkamp aus Barssel verkauft und in Cum Deo umbenannt. Heinz Osterkamp setzte das Schiff anfangs hauptsächlich für die Getreide AG zum Transport von Tierfutter auf Fahrten von Brake, Nordenham und Bremen nach Rendsburg ein.  Daneben wurden auch Häfen in Süddänemark und Südschweden angelaufen. Ab Oktober 1990 lief das Schiff für die Getreide AG regelmäßig zwischen Rendsburg und Wolgast. Von 1991 bis 1992 wurde die Cum Deo durch einen Umbau verlängert und mit einem neuen, rund einen Meter hohen Lukensüll ausgerüstet. Im Jahr 1992 wurde sie auf Gert Zöger, dem Inhaber der Küsten- und Binnenschiff Bunker KG in Brunsbüttel, und im Folgejahr erneut auf die von Heinz Osterkamp geführte Reederei Cargo Shipping übertragen. Bis 1996 war die Cum Deo das letzte deutsche Seeschiff mit dem Heimathafen Burg in Dithmarschen.
Von 1996 bis 2003 hatte das Schiff, nun wieder unter seinem ursprünglichen Namen, seinen Heimathafen in Wyk auf Föhr und gehörte Nahmen Christiansen. Danach gelangte die Renate an das von Ruurd Bootsma geleitete niederländische Unternehmen Swallow Shipping in Harlingen, das auf den Handel mit gebrauchten Schiffen spezialisiert war. Der weitere Verbleib des Schiffs ist unbekannt.

## Pallas-Katastrophe
Am 25. Oktober 1998 geriet der italienische Frachter Pallas vor der dänischen Küste in Brand. Der Havarist wurde abgeschleppt und lief am 29. Oktober auf Grund; einen Tag später wurde festgestellt, dass aus dem nach wie vor brennenden Schiff Öl auslief. Ab dem 8. November war Wyk von der Verschmutzung des Wassers und der Strände betroffen. Immer wieder wurden, offenbar wegen Kompetenzstreitigkeiten, die Löschversuche auf der Pallas unterbrochen. Auch das noch im Frachter befindliche Öl wurde nicht beseitigt. Am 14. November 1998 wurde ein privates Hilfsangebot publik gemacht: In drei Schiffe von Nahmen Christiansen, darunter in die Renate, sollten Tanks  eingebaut werden. Die Schiffe sollten dann das Öl aus der Pallas abpumpen und abtransportieren. Trotz WDR-Unterstützung wurde diese Initiative aber von den Behörden abgelehnt und die Renate kam nicht zu diesem Rettungseinsatz.